# Дихлорид-диоксид трикадмия
Дихлорид-диоксид трикадмия — неорганическое соединение,
хлороксид кадмия с формулой Cd3O2Cl2,
светло-коричневые кристаллы,
не растворяется в воде.

## Получение
- Длительное спекание тонкоизмельченных оксида и хлорида кадмия:

{\displaystyle {\mathsf {2CdO+CdCl_{2}\ {\xrightarrow {400-500^{o}C}}\ Cd_{3}O_{2}Cl_{2}}}}

## Физические свойства
Дихлорид-диоксид трикадмия образует светло-коричневые кристаллы
моноклинной сингонии,
пространственная группа P 21/c,
параметры ячейки a = 0,667 нм, b = 0,670 нм, c = 0,639 нм, β = 115,9°, Z = 4.
Не растворяется в воде.